# Мраково (Гафурийский район)
Мраково (баш. Мораҡ) — село в Гафурийском районе Республики Башкортостан Российской Федерации. Административный центр Мраковского сельсовета.

## География
Село находится на берегу реки Белая.

### Географическое положение
Расстояние до:
- районного центра (Красноусольский): 30 км,
- ближайшей ж/д станции (Белое Озеро): 38 км.

## Население
| 2002 | 2009 | 2010 |
| ---- | ---- | ---- |
| 681  | ↗752 | ↘634 |

### Национальный состав
Согласно переписи 2002 года, преобладающая национальность — чуваши (70 %).

## Религия
В селе есть православная церковь Покрова Пресвятой Богородицы.